# David Clayton-Thomas
David Clayton-Thomas, nato David Henry Thomsett (Kingston upon Thames, 13 settembre 1941), è un cantautore e musicista canadese, conosciuto soprattutto come membro del gruppo Blood, Sweat & Tears.

## Carriera
La sua carriera è iniziata negli anni sessanta a Toronto e nel 1967 si è trasferito a New York, dove ha suonato e cantato in alcuni gruppi jazz e rock (The Shays, The Bossmen), prima di essere introdotto nei Blood, Sweat & Tears. Il primo album con questo gruppo è l'eponimo disco uscito nel dicembre 1968, che ha venduto milioni di copie in tutto il mondo e che ha ottenuto numerosi premi.

## Riconoscimenti
L'artista è inserito nella Canadian Music Hall of Fame e nella Canada's Walk of Fame. Il suo brano Spinning Wheel è presente nella Canadian Songwriter's Hall of Fame.

## Controversie
Il 22 luglio 1995 durante un concerto dei Blood, Sweat & Tears a West Bloomfield (Michigan), nei sobborghi di Detroit, pronunciò una frase che suscitò numerose polemiche: infatti paragonò l'alta temperatura climatica di quella serata, a quella che sarebbero stati costretti a provare gli occupanti dell'ultimo vagone ferroviario, giunto ad Auschwitz all'epoca dell'Olocausto. Poiché una consistente parte della popolazione locale aveva origini ebraiche, qualche tempo dopo il cantante si sentì in dovere di scusarsi pubblicamente con essa, nel corso di un'intervista concessa ad un quotidiano.